# Politikåret 1905

## Händelser
- 11 januari - Det nya svenska riksdagshuset på Helgeandsholmen tas i bruk. Dess arkitektur får stark kritik.
- 15 januari - Jens Christian Christensen efterträder Johan Henrik Deuntzer som Danmarks konseljpresident.[1]
- 22 januari - 200 000 ryska arbetare marscherar till vinterpalatset i S:t Petersburg där de beskjuts av tsarens trupper. Hundratals människor dör. Denna händelse var första ryska revolutionen och är känd som Blodiga söndagen.
- 7 februari - De svensk-norska förhandlingarna i konsulatsfrågan strandar.
- 3 mars - Den ryske tsaren accepterar att skapa en folkvald församling - Duman.
- 11 mars - Christian Michelsen efterträder Francis Hagerup som Norges statsminister.[2]
- 16 mars - Tommaso Tittoni efterträder Giovanni Giolitti som Italiens konseljpresident.[3]
- 28 mars - Alessandro Fortis ersätter Tommaso Tittoni som Italiens konseljpresident.[3]
- 13 april - Erik Gustaf Boström avgår som svensk statsminister.
- 14 april - Johan Ramstedt efterträder Erik Gustaf Boström som Sveriges statsminister.[4]
- 25 april - Norges regering avvisar förhandlingar om unionen så länge konsulatsfrågan inte är löst.
- 27 maj
  - Oscar II vägrar att sanktionera den av norska Stortinget antagna lagen om eget norskt konsulatsväsen.
  - Japanska flottan under amiral Togo Heihachiros befäl besegrar den ryska östersjöflottan under befäl av amiral Zinovij Rozjestvenskij vid Tsushima vid Koreasundet. Det ryska nederlaget blir slutet på rysk-japanska kriget.
- 6 juni - Norska stortinget håller ett hemligt möte, där man beslutar att dagen därpå säga upp unionen med Sverige.
- 7 juni - Norska stortinget beslutar att säga upp unionen med Sverige, varför de norska statsråden nedlägger sina ämbeten. Stortinget förklarar att kungamakten Norge har upphört att fungera, eftersom Oscar II inte förmår bilda någon ny norsk regering.
- 9 juni - Unionsflaggan halas för sista gången på Akershus fästning och norrmännen kan istället hissa "den rene flagg".
- 15 juni - Sveriges kronprins Gustav (V):s son Gustav (VI) Adolf gifter sig med Margaret av Connaught.
- 20 juni - En urtima riksdag i Sverige debatterar upplösningen av unionen med Norge. Man framlägger en proposition om att avvisa användandet av våld i krisen. Propositionen faller dock och regeringen avgår. Arbetarrörelsen deklarerar sin avsikt att proklamera generalstrejk i händelse av krig med Norge.
- 13 juli - Sveriges kung Oscar II och Tysklands kejsare Wilhelm II möts i Gävle i Sverige.
- 27 juli - Sveriges riksdag kräver stortingsval eller folkomröstning i Norge om unionsfrågan.
- 2 augusti - Johan Ramstedt avgår som svensk statsminister och efterträds av Christian Lundeberg.[4]
- 13 augusti - Med 368.208 röster för och 184 röster mot vinner självständighetssidan översvallande i den norska unionsfolkomröstningen.
- 22 augusti - Det norska stortinget begär förhandlingar om svensk-norska unionens upplösning.
- 30 augusti - De norska delegaterna anländer till Karlstad inför unionsupplösningsförhandlingarna.
- 31 augusti - Förhandlingarna om svensk-norska unionens upplösning börjar i Karlstad klockan 13:00. När de är slut avvecklas förberedelserna för en militär konfrontation.
- 5 september - Under USA:s president Theodore Roosevelts medling sluts fred mellan Ryssland och Japan i Portsmouth, USA. Rysk-japanska kriget är över.
- 7 september - De svensk-norska unionsförhandlingarna strandar och regeringarna reser hem till respektive huvudstäder, för att överlägga med riksdagen respektive stortinget. Efter några dagar återvänder man och kan fortsätta förhandlingarna.
- 23 september - Förhandlingarna i Karlstad avslutas genom att Karlstadskonventionen skrivs under 18:15.
- 9 oktober - Konventionen i Karlstad, vilken gör slut på svensk-norska unionen, godkänns av det norska stortinget.
- 16 oktober - Svenska riksdagen beslutar om svensk-norska unionens upphävande.
- 26 oktober - Konventionen i Karlstad godkänns av den svenska riksdagen. En neutral zon skall gå utmed gränsen och tvistefrågor skall avgöras av skiljedomstolen i Haag. Sveriges konung Oscar II avsäger sig Norges krona och antar ett nytt valspråk: Sveriges Väl!
- 30 oktober - Rysslands Tsar Nikolaus II proklamerar det så kallade oktobermanifestet.
- 1 november - Unionen mellan Sverige och Norge upplöses formellt.
- 7 november - Christian Lundeberg avgår som svensk statsminister och efterträds av Karl Staaff, som bildar Sveriges första liberala regering.[4]
- 12 november - Efter unionsupplösningen hålls en folkomröstning i Norge om man skall ha monarki eller republik. 259.563 röster läggs för monarki och 69.264 röster för republik.
- 18 november - Det norska stortinget väljer den danske prinsen Carl till ny norsk kung under namnet Håkon VII.
- 25 november - Håkon VII med familj anländer till Oslo och tillträder som Norges kung.
- 5 december - Henry Campbell-Bannerman efterträder Arthur Balfour som Storbritanniens premiärminister.[5]

## Val och folkomröstningar
- September – Andrakammarval i Sverige.

## Organisationshändelser
- 3 mars – Ulster Unionist Party bildas i Nordirland.
- 21 maj – Radikale Venstre bildas i Danmark.
- Oktober – Kadettpartiet bildas i Ryssland.
- November – Oktobrister bildas i Ryssland.
- Okänt datum – Christen-Democratische Partij bildas i Nederländerna.
- Okänt datum – Sinn Féin bildas i Nordirland.

## Födda
- 14 januari – Takeo Fukuda, Japans premiärminister 1976–1978.
- 1 april – Gaston Eyskens, Belgiens premiärminister 1949–1950, 1958–1961 och 1968–1973.
- 9 juni – Ricardo Pérez Godoy, Perus president 1962–1963.
- 22 augusti – John Lyng, Norges statsminister 1963.
- 18 oktober – Félix Houphouët-Boigny, Elfenbenskustens förste president 1960–1993.
- 4 december – Emílio Garrastazu Médici, Brasiliens president 1969–1974.

## Avlidna
- 3 juni – Pierre Théoma Boisrond-Canal, Haitis president 1876–1879, 1888 och 1902.

### Fotnoter
1. ↑  ”Denmark” (på engelska). World Statesmen. http://www.worldstatesmen.org/Denmark.html. Läst 2 augusti 2015.
2. ↑  ”Norway” (på engelska). World Statesmen. http://www.worldstatesmen.org/Norway.htm. Läst 2 augusti 2015.
3. 1 2  ”Italy” (på engelska). World Statesmen. http://www.worldstatesmen.org/Italy.htm. Läst 31 juli 2015.
4. 1 2 3  ”Sweden” (på engelska). World Statesmen. http://www.worldstatesmen.org/Sweden.html. Läst 23 november 2012.
5. ↑  ”United Kingdom” (på engelska). World Statesmen. http://www.worldstatesmen.org/United_Kingdom.html. Läst 7 november 2012.